# چارچوب وریو
VRIO یک چارچوب تحلیل کسب و کار است که بخشی از طرح استراتژیک بزرگ‌تر یک شرکت را تشکیل می‌دهد. این چارچوب در سال ۱۹۹۱ توسط جِی بارنی پیشنهاد شد. فرایند استراتژیک پایه‌ای هر شرکت با یک بیانیه چشم‌انداز آغاز می‌شود و سپس از طریق اهداف، تحلیل‌های داخلی و خارجی، انتخاب‌های استراتژیک (در سطح کسب و کار و در سطح شرکت)، و اجرای استراتژی ادامه می‌یابد.
VRIO در مرحله تحلیل داخلی این فرایندها قرار می‌گیرد، اما به عنوان یک چارچوب در ارزیابی تقریباً تمام منابع و قابلیت‌های یک شرکت، صرف نظر از مرحله مدل استراتژیک، مورد استفاده قرار می‌گیرد.
VRIO یک مخفف برای چهار پرسش است که دربارهٔ یک منبع یا قابلیت پرسیده می‌شود تا پتانسیل رقابتی آن تعیین شود:
- پرسش ارزش (Value)
- پرسش کمیابی (Rarity)
- پرسش تقلیدپذیری (Imitability)
- پرسش سازماندهی (Organization)

پرسش ارزش: "آیا شرکت قادر است با استفاده از این منبع/قابلیت، یک فرصت را بهره‌برداری کند یا یک تهدید خارجی را خنثی کند؟"
پرسش کمیابی: "آیا کنترل این منبع/قابلیت در دست تعداد نسبتا کمی قرار دارد؟"
پرسش تقلیدپذیری: "آیا تقلید آن دشوار است و آیا برای شرکتی که سعی در کسب، توسعه یا تقلید از این منبع/قابلیت دارد، هزینه قابل توجهی دارد؟"
پرسش سازماندهی: "آیا شرکت سازماندهی شده، آماده و قادر به بهره‌برداری از این منبع/قابلیت است؟" "آیا شرکت سازماندهی شده تا ارزش را به دست آورد؟"

## ارزش
در این مورد، تعریف ارزش این است که آیا منبع یا قابلیت به بهره‌برداری از یک فرصت یا کاهش یک تهدید در بازار کمک می‌کند یا خیر. اگر چنین کند، می‌تواند به عنوان یک نقطه قوت شرکت در نظر گرفته شود. با این حال، اگر به بهره‌برداری از یک فرصت یا کاهش یک تهدید کمک نکند، به عنوان یک نقطه ضعف در نظر گرفته می‌شود. گاهی اوقات، برخی منابع یا قابلیت‌ها می‌توانند در یک صنعت به عنوان نقطه قوت و در صنعتی دیگر به عنوان نقطه ضعف در نظر گرفته شوند. به‌طور کلی، بهره‌برداری از فرصت یا کاهش تهدید منجر به یکی از دو نتیجه زیر می‌شود: افزایش درآمد یا کاهش هزینه‌ها (یا هر دو). یک روش عالی برای شناسایی منابع یا قابلیت‌های احتمالاً ارزشمند، بررسی زنجیره ارزش شرکت است. در زنجیره ارزش، یک کسب و کار محصولات و خدمات خود را گام به گام توسعه می‌دهد و هر عملکرد در طول مسیر مقداری ارزش به محصول یا خدمت اضافه می‌کند. انتخاب‌هایی که شرکت در مورد زنجیره ارزش خود انجام می‌دهد (از جمله نحوه عملکرد و کدام مراحل را اجرا کند) به منابع و قابلیت‌های شرکت مرتبط است و بنابراین ابزاری ارزشمند در شناسایی ارزش در منابع و قابلیت‌ها محسوب می‌شود. اگر برخی دارایی‌های شرکت به آن اجازه دهد که در بخشی از زنجیره ارزش به‌طور مؤثرتری عمل کند، احتمالاً آن منبع توسط چارچوب VRIO به عنوان ارزشمند در نظر گرفته می‌شود.

## کمیابی
داشتن کمیابی در یک شرکت می‌تواند به مزیت رقابتی منجر شود. کمیابی زمانی است که یک شرکت دارای منبع یا قابلیتی ارزشمند است که بین مجموعه‌ای از رقبا و رقبا بالقوه کاملاً منحصر به فرد است. چگونه می‌توان تعیین کرد که منبع شرکت نادر است و مزیت رقابتی ایجاد می‌کند؟ منابع و قابلیت‌های یک شرکت باید هم کم‌عرضه باشند و هم در طول زمان پایدار بمانند تا به منبعی برای مزیت رقابتی پایدار تبدیل شوند. اگر هر دو عنصر (کم‌عرضه و پایداری در طول زمان) فراهم نباشند، منابع و قابلیت‌هایی که شرکت دارد نمی‌توانند مزیت رقابتی پایدار ایجاد کنند. اگر یک منبع نادر نباشد، دینامیک رقابت کامل احتمالاً مشاهده خواهد شد. مثال کمیابی "یک نظافتچی که وظیفه خود را کمک به شرکت در تولید و فروش محصولات بهتر تعریف می‌کند، به جای اینکه فقط کار خود را به عنوان تمیز کردن تسهیلات ببیند، بسیار غیرمعمول است. اکثر افراد موافقند که این شرکت به دلیل شفافیت اهداف و استراتژی‌هایش در سراسر شرکت، منبعی برای مزیت رقابتی نسبت به دیگر شرکت‌های صنعت خود دارد؛ برخلاف بسیاری از شرکت‌های دیگر که تنها مدیران ارشد به اهداف و استراتژی‌های خود اعتقاد دارند " این کمیابی به رقابت شدید منجر می‌شود.

## تقلیدپذیری
شرکت‌هایی که منابع و قابلیت‌های ارزشمند و نادر دارند که توسط سایر شرکت‌ها به سختی تقلید می‌شوند، می‌توانند مزایای پیش‌قدم بودن در بازار را کسب کنند و از این رو مزیت رقابتی به دست آورند.
یک شرکت می‌تواند با استفاده از منابع نادر و ارزشمند خود یک فرصت خارجی را بهره‌برداری کند یا یک تهدید خارجی را خنثی کند. در این صورت، شرکت می‌تواند مزیت رقابتی به دست آورد. هنگامی که رقبا این مزیت رقابتی را کشف می‌کنند، ممکن است به دو روش واکنش نشان دهند. اول، می‌توانند انتخاب کنند که از سود حاصل از مزیت رقابتی چشم‌پوشی کنند و به روش‌های قدیمی خود ادامه دهند. دوم، می‌توانند انتخاب کنند که استراتژی رقابتی رقیب را تحلیل و تقلید کنند. اگر در به دست آوردن این منبع نادر و ارزشمند هیچ هزینه‌ای یا هزینه کمی وجود نداشته باشد، شرکت‌های هم‌رده می‌توانند مزیت رقابتی را تقلید کنند تا به برابری رقابتی برسند (شرکت‌هایی که همان ارزش اقتصادی را به عنوان رقبای خود ایجاد می‌کنند به برابری رقابتی دست می‌یابند). با این حال، گاهی اوقات برای سایر شرکت‌ها دشوار است که به منابع دسترسی پیدا کنند و استراتژی شرکت نوآورانه را تقلید کنند. در نتیجه، شرکت‌های نوآورانه‌ای که استراتژی‌های خود را بر اساس منابعی که به سختی تقلید می‌شوند و ارزشمند هستند، پیاده می‌کنند، می‌توانند مزیت رقابتی بلندمدت به دست آورند که موفقیت پایدار شرکت را تضمین می‌کند.بنابراین، برای حفظ مزیت رقابتی، کافی نیست که منابع و قابلیت‌های شرکت فقط ارزشمند و نادر باشند - بلکه باید بیشتر غیرقابل تقلید نیز باشند.

## سازماندهی
هنگامی که تحلیلگر ارزش، نادری و تقلیدپذیری منابع و قابلیت‌های شرکت را درک کرد، مرحله بعدی سازماندهی شرکت به گونه‌ای است که این منابع را بهره‌برداری کند. اگر به درستی انجام شود، شرکت می‌تواند از یک دوره مزیت رقابتی پایدار لذت ببرد. اجزای زیادی به این پرسش سازماندهی وجود دارد. آن‌ها شامل، اما نه محدود به، ساختار گزارش‌دهی رسمی شرکت، سیستم‌های کنترل مدیریتی و سیاست‌های جبران خسارت هستند. ساختارهای گزارش‌دهی رسمی به سادگی توضیح می‌دهند که چه کسی در شرکت به چه کسی گزارش می‌دهد. سیستم‌های کنترل مدیریتی شامل روش‌های رسمی و غیررسمی برای اطمینان از اینکه تصمیمات مدیران با استراتژی‌های شرکت هماهنگ است، می‌شود. سیستم‌های کنترل رسمی می‌توانند شامل فعالیت‌های بودجه‌بندی و گزارش‌دهی باشند که مدیریت ارشد را از تصمیمات کارکنان پایین‌تر در شرکت مطلع می‌کنند. کنترل‌های غیررسمی می‌توانند شامل فرهنگ شرکت و تشویق کارکنان به نظارت بر یکدیگر باشند. شرکت‌ها کارکنان خود را از طریق سیاست‌های جبران خسارت به رفتار مطلوب ترغیب می‌کنند. این سیاست‌ها می‌توانند شامل پاداش‌ها، سهام یا افزایش حقوق باشند اما می‌توانند شامل انگیزه‌های غیرمالی مانند روزهای تعطیلات اضافی یا دفتر بزرگتر نیز باشند. این اجزای سازماندهی به عنوان قابلیت‌ها و منابع مکمل شناخته می‌شوند زیرا به تنهایی ارزش چندانی ندارند. اما در ترکیب با سایر منابع و قابلیت‌های شرکت، می‌توانند منجر به مزیت رقابتی پایدار شوند. بدون سازماندهی صحیح، حتی شرکت‌هایی که منابع و قابلیت‌های ارزشمند، نادر و به سختی تقلید می‌شوند دارند، ممکن است از مزیت رقابتی بی‌بهره شوند